# Oost-Saksisch voetbalkampioenschap 1929/30
In 1929/30 werd het 28ste voetbalkampioenschap van Oost-Saksen gespeeld, dat georganiseerd werd door de Midden-Duitse voetbalbond. Dresdner SC werd kampioen en plaatste voor de Midden-Duitse eindronde. De club versloeg VfL 1911 Bitterfeld, Fortuna Magdeburg en SpVgg 02 Erfurt. In de finale werd VfB Leipzig verslagen en zo plaatste de club zich ook voor de eindronde om de landstitel. 
Dresdner versloeg VfB Königsberg met 8:1 en in de tweede ronde ging ook topclub SpVgg Fürth voor de bijl met 5:4. In de halve finale verloor de club echter met 2:0 van Kieler SVgg Holstein.

## Gauliga
| Plaats | Club                       | Wed. | W  | G | V  | Saldo | Ptn.  |
| ------ | -------------------------- | ---- | -- | - | -- | ----- | ----- |
| 1.     | Dresdner SC                | 18   | 15 | 3 | 0  | 85:15 | 33:3  |
| 2.     | SV Guts Muts Dresden       | 18   | 15 | 1 | 2  | 57:21 | 31:5  |
| 3.     | SV Brandenburg 01 Dresden  | 18   | 9  | 4 | 5  | 50:34 | 22:14 |
| 4.     | SG 1893 Dresden            | 18   | 6  | 5 | 7  | 32:42 | 17:19 |
| 5.     | Dresdner Fußballring       | 18   | 5  | 4 | 9  | 37:36 | 14:22 |
| 6.     | SV 06 Dresden              | 18   | 6  | 2 | 10 | 27:49 | 14:22 |
| 7.     | Meißner SV 1908            | 18   | 5  | 3 | 10 | 35:42 | 13:23 |
| 8.     | Dresdner SpVgg 05          | 18   | 6  | 1 | 11 | 25:48 | 13:23 |
| 9.     | SC Dresdensia 1898 Dresden | 18   | 6  | 1 | 11 | 28:55 | 13:23 |
| 10.    | VfB 03 Dresden             | 18   | 3  | 4 | 11 | 33:67 | 10:26 |

|  | Kampioen   |
|  | Degradatie |